# Cheumatopsyche flavellata
Cheumatopsyche flavellata is een schietmot uit de familie Hydropsychidae. De soort komt voor in het Palearctisch gebied.
De wetenschappelijke naam voor de soort werd voor het eerst geldig gepubliceerd in 2004 door Wolfram Mey.